# Лазарев, Борис Матвеевич
Борис Матвеевич Лазарев (1888 ― 1982?) ― русский пианист и музыкальный педагог. Директор Екатеринбургского музыкального училища в 1916―1919 годах.

## Биография

### Ранние годы
Родился в 1888 году. Обучался в Санкт-Петербургской консерватории, которую окончил в 1916 году по классу фортепиано Н. А. Соколова. Состоял в тесных отношениях с А. И. Зилоти, на дочери которого, Кириене Александровне, женился. Возможно, также был его непосредственным учеником, но достоверных сведений на этот счёт не сохранилось.
В 1916 году покинул Петроград и занял должность директора и преподавателя по классу фортепиано в новооткрытом Екатеринбургском музыкальном училище (ныне ― Свердловское музыкальное училище имени П. И. Чайковского). Назначение состоялось по рекомендации Л. В. Николаева, главы комиссии Императорского музыкального общества ― что свидетельствует о том, что недавний выпускник имел блестящую репутацию в музыкальных кругах Российской империи.
Находясь на посту директора, Лазарев ввёл в училище классы гармонии и хора, стремился к расширению преподавательского состава, занимался вопросами концертных программ. К этому же времени относятся первые его выступления в качестве пианиста, которые снискали весьма тёплые оценки среди критиков.

### Революция и эмиграция
В 1919 году был вынужден покинуть город ввиду его захвата войсками Красной армии. Тогда же перебрался в Иркутск, где устроился преподавателем в класс фортепиано Иркутского народного университета. В 1920 году в Иркутск также вошла Красная армия, после чего музыкант уехал в Читу, ставшую столицей Дальневосточной республики: здесь он стал педагогом Народной консерватории.
Эмигрировал из советской России и поселился в Харбине, скорее всего, к 1922 году. Стал педагогом в Первой харбинской музыкальной школе. Сюда же устроились многие его товарищи по скитаниям. Второе место работы ― студия «Лотос»: Лазарев вёл класс фортепиано, а его супруга Кириена Александровна преподавала теорию музыки и сольфеджио.
Во второй половине 1920-х пребывал в США. По некоторым сообщениям, был помощником Зилоти в Джульярдской школе. Однако, по всей видимости, скоро вернулся в Китай, где собирался открыть собственную школу в Шанхае и назвать её в честь Рахманинова, с которым он находился в добрых отношениях. Отъезд мог быть связан с разрывом с супругой ― она осталась жить в Нью-Йорке
Идея открытия новой школы себя не оправдала, хотя Лазарев был по-прежнему востребован как педагог: он смог устроиться на работу в Первую музыкальную школу имени Глазунова, основанную русскими эмигрантами. Он также был также зачислен в штат фортепианного отделения Шанхайской национальной консерватории. В обоих учреждениях у него было множество учеников, преимущественно из китайцев.
В 1937 году Шанхай был оккупирован японскими войсками. Лазарев покинул город и направился в Чунцин, где устроился на работу в организованном там филиале Национальной консерватории. В 1945 году пианист возвратился в Шанхай и продолжил работу в консерватории. Вскоре стал крупнейшим лидером фортепианного образования в Китае. С 1946 года одновременно занимался преподаванием в высших музыкальных учебных заведениях Нанкина и Пекина.

#### Поздние годы
В 1948 году, в преддверии прихода к власти коммунистов, Лазарев возвратился в США. Сведений о его деятельности в Америке исследователям доступно мало. Известно, что в 1950 году он стал преподавателем фортепиано в консерватории в городе Трой, штат Нью-Йорк.
Достоверных данных о дате смерти Лазарева нет. Предполагается, что это произошло в 1982 году.